# 癒創薁
癒創薁（英語：Guaiazulene），又稱癒創藍油烴，是一種深藍色的有機化合物，化學式為C15H18。癒創薁是薁的衍生物，是一種雙環倍半萜，也是一些精油（主要是癒創木油和洋甘菊油）的成分。各種軟珊瑚也含有癒創薁作為主要色素。癒創薁和薁的電子結構（和顏色）非常相似。

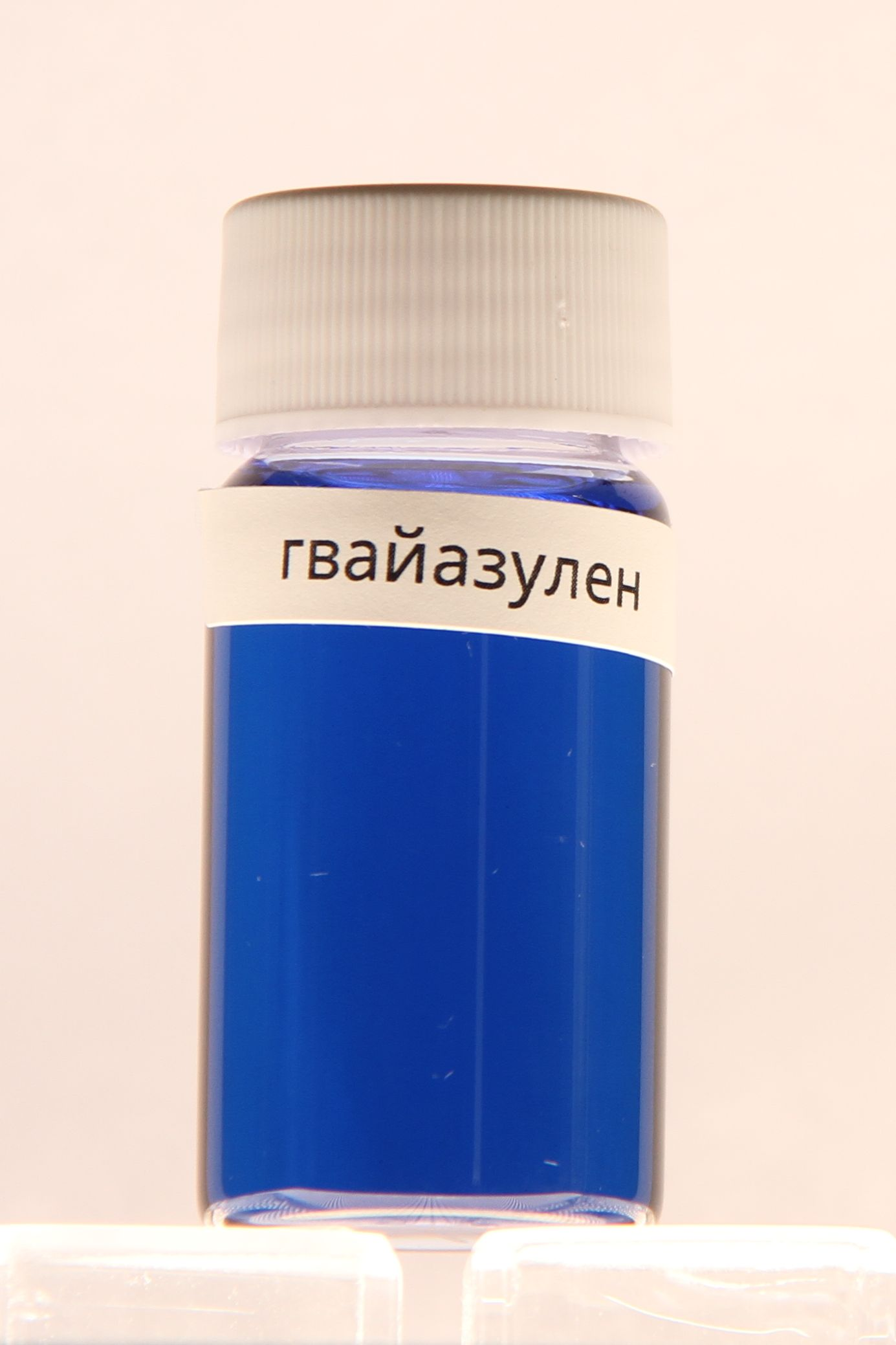
添加對苯二酚作為抗氧化劑的癒創薁DMSO溶液

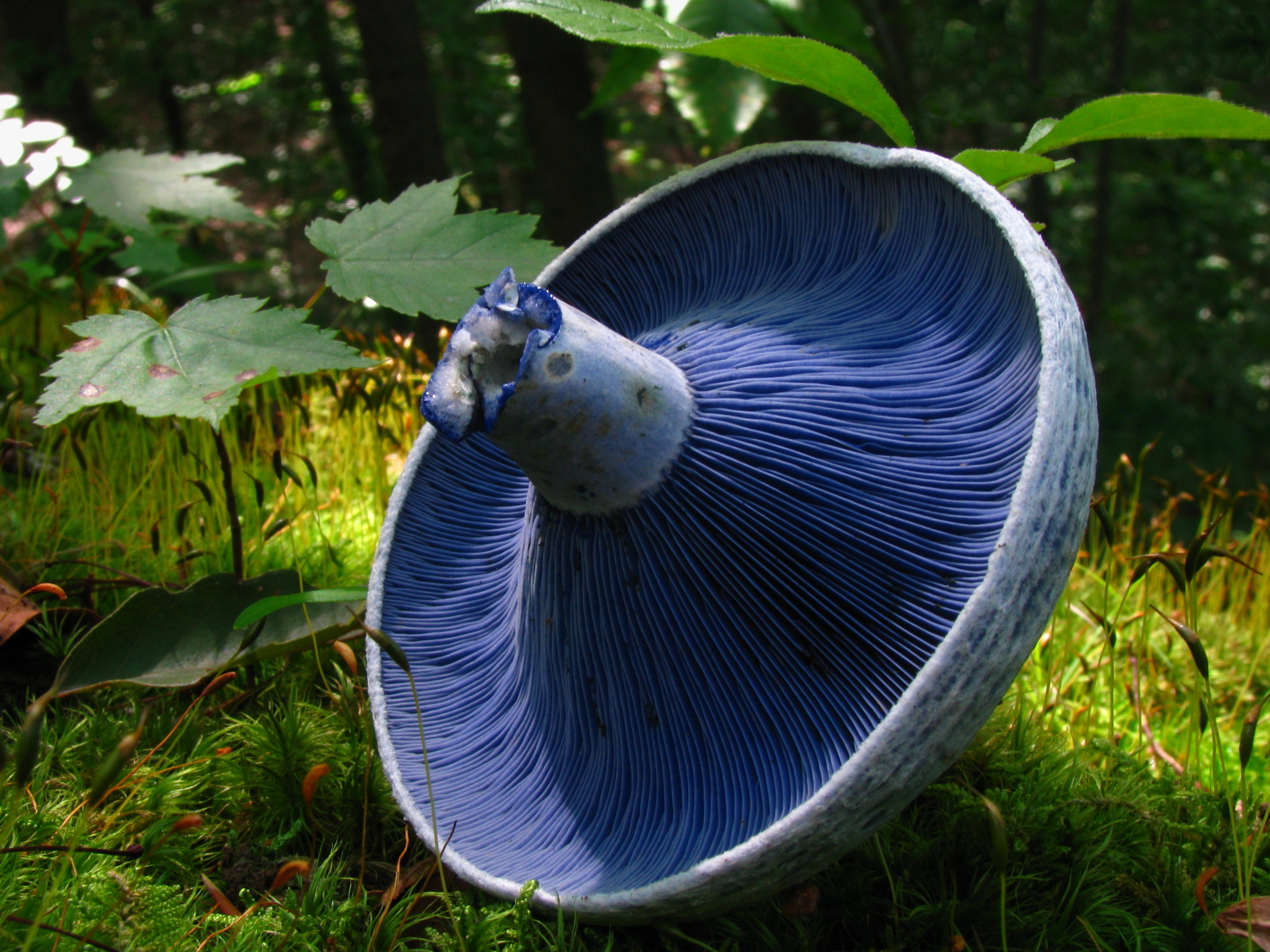
藍綠乳菇的藍色是由癒創薁的衍生物硬脂酸(7-異丙烯基-4-甲基-1-薁基)甲酯導致的。

## 應用
癒創薁是一种经美国FDA批准的化妆品色素添加剂。它或其3-磺酸盐与尿囊素等其他皮肤舒缓化合物一起作为护肤产品的成分。